# Santa Maria de Coscó
Santa Maria de Coscó és l'església parroquial del poble de Coscó, al municipi d'Oliola (Noguera), inclosa en l'Inventari del Patrimoni Arquitectònic de Catalunya.
És al nord-est del nucli urbà de Coscó, al vessant meridional de la serra del Pitxell.

## Història
L'església i el terme de Coscó apareixen força documentats des de mitjans del segle xi, d'ençà que havien estat incorporats a la canònica de Santa Maria de la Seu d'Urgell. El primer esment del lloc «kastrum de Choscolio» és del 1054, en una discussió dels límits del terme de Cabanabona. Aleshores consten sis persones que es diuen hereves del terme de Coscó. L'any 1112 consta en un document o pacte fet entre un prepòsit de la seu d'Urgell i Ramon Bonfill, «miles de Choscol». El 1116, els canonges de la Seu d'Urgell pactaven amb Ramon Ponç i els seus germans el repartiment dels delmes i fruits del lloc. El 1141 en el testament del bisbe Pere Berenguer d'Urgell, consta que va llegar a Santa Maria d'Urgell una sèrie de temples i castells entre els quals hi havia l'església de «Coscol». Notícies posteriors confirmen la continuïtat de l'església de Coscó. Així, el 1279 i el 1280 apareix esmentada en la relació de la dècima recaptada en la diòcesi d'Urgell, i pel mateix motiu també apareix un segle més tard, el 1391.

## Arquitectura
Es tracta d'una església d'una sola nau, coberta amb volta de canó de perfil semicircular, reforçada per tres arcs toralsi capçada a llevant per un absis semicircular obert a la nau mitjançant un arc presbiteral actualment tancat per un envà que correspon al procés de remodelació, al qual pertany també la decoració interior i l'obertura de petites capelles en els murs nord i sud pel procediment de buidar el gruix interior del mur; s'afegí un cor a ponent i es construí un cos rectangular a l'angle sud-est de la nau per fer de sagristia.

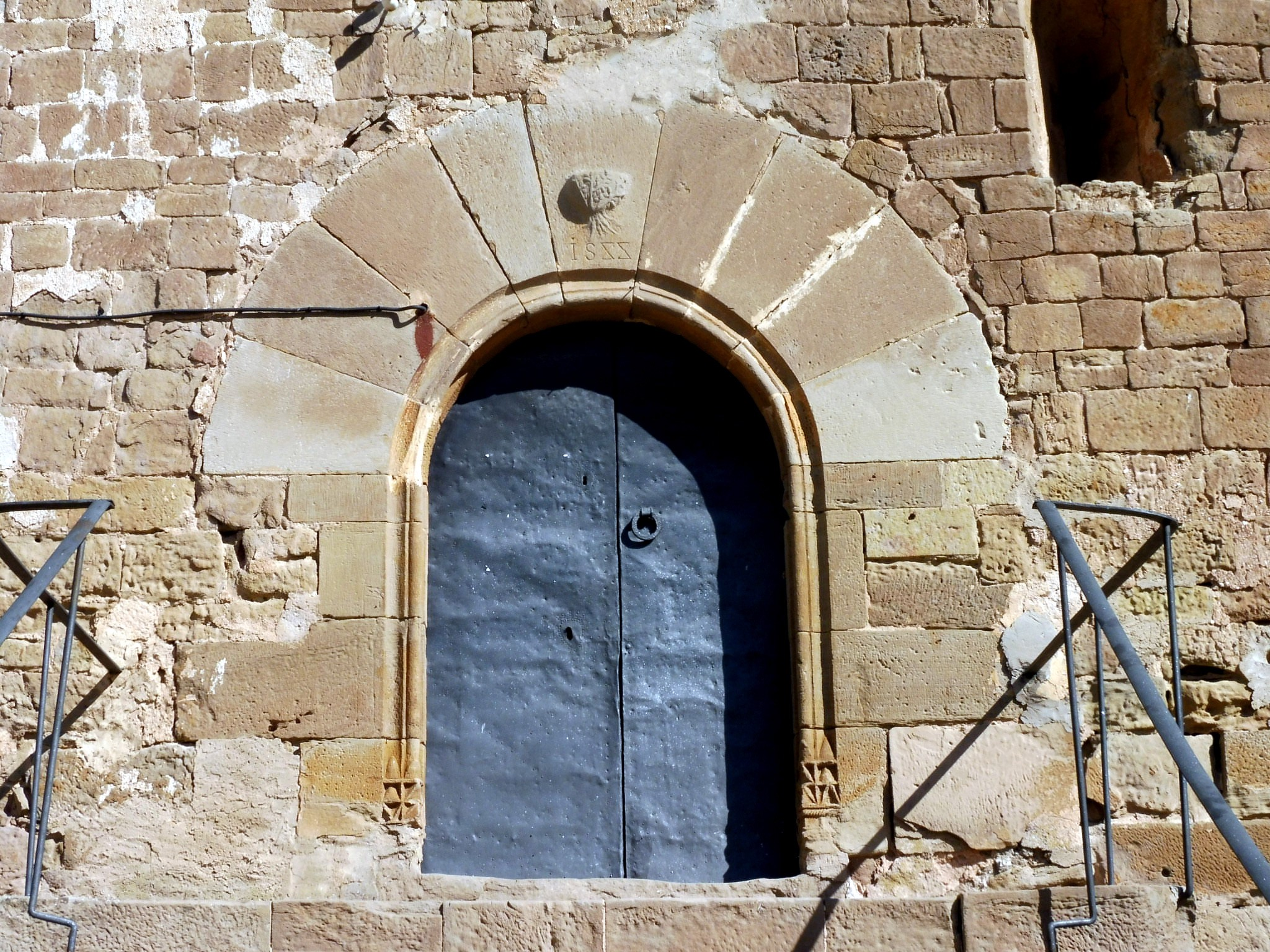
Portal

 Possiblement s'ha de relacionar aquesta reforma amb el canvi de la porta original de la façana de ponent, substituïda per l'actual portal d'arc de mig punt de dovelles en la dovella clau de la qual es llegeix la data de 1588, que es troba a la de la façana meridional. El 1853 es construí el campanar de torre de planta quadrada a l'angle sud-oest de la nau. La finestra de l'absis és de doble esqueixada i en la façana sud n'hi ha dues del mateix tipus, totes paredades, que corresponen a l'obra original.
L'aparell de les parts originals del segle xii és de carreu de mida petita ben escairat i polit, lligats amb morter de calç i disposat en filades regulars i uniformes. L'absis presenta exteriorment un canvi d'aparell a mitjana alçada; a la part baixa, fins al nivell de l'ampit de la finestra, el parament és de carreus sense polir i de mida lleugerament petita i juntes més grasses de morter. Aquest fet palesa una construcció menys acurada, que no s'interpreta com una diferència cronològica sinó com un canvi tecnològic en el procés constructiu que cal situar dins les formes pròpies del segle xii.